# شرکت واحد اتوبوسرانی تبریز و حومه
شرکت واحد اتوبوسرانی تبریز و حومه یک شرکت حمل و نقل عمومی در تبریز است که امور مربوط به اتوبوس‌های شهری تبریز و حومه آن را مدیریت می‌کند. این شرکت به همراه سازمان قطار شهری تبریز، مسئول حمل‌ونقل عمومی شهری تبریز است.